# Frances Yao
Frances Foong Chu Yao (chiń. upr. 储枫; pinyin Chǔ Fēng) – amerykańska matematyczka i informatyczka pochodzenia chińskiego. Wykładowczyni w Instytucie Interdyscyplinarnych Nauk Informacyjnych (Institute for Interdisciplinary Information Sciences, IIIS) Uniwersytetu Tsinghua. Była Chair Professor i kierowniczką Wydziału Informatyki na City University of Hong Kong, gdzie jest profesorem honorowym.

## Życie
Po zdobyciu licencjatu z matematyki na Narodowym Uniwersytecie Tajwańskim w 1969 roku Yao ukończyła studia doktoranckie pod kierunkiem Michaela J. Fischera w Massachusetts Institute of Technology, otrzymując doktorat w 1973 roku. Następnie zajmowała stanowiska na Uniwersytecie Illinois w Urbanie i Champaign, na Uniwersytecie Browna i Uniwersytecie Stanforda, a później dołączyła do personelu Xerox Palo Alto Research Center w 1979 roku, gdzie przebywała aż do przejścia na emeryturę w 1999 roku.
W 2003 r. zrezygnowała z emerytury i została szefową i profesorem katedry Wydziału Informatyki na City University of Hong Kong (do czerwca 2011 r.). Jest członkinią American Association for the Advancement of Science; w 1991 roku wraz z Ronaldem Grahamem zdobyła nagrodę Lester R. Forda Mathematical Association of America za swój artykuł Whirlwind Tour of Computational Geometry.
Jej mąż, Andrew Yao, jest również znanym teoretycznym informatykiem i zdobywcą nagrody Turinga.
Wiele badań Yao dotyczyło geometrii obliczeniowej i algorytmów kombinatorycznych; znana jest z pracy z Mikiem Patersonem nad binary space partitioning, pracy z Danem Greene’em nad geometrią obliczeniową o skończonej rozdzielczości, oraz pracy z Alanem Demersem i Scottem Shenkerem nad dyspozytorami w zakresie efektywnego energetycznie zarządzania energią. Jej publikacje traktują także m.in. o układach energooszczędnych o zmiennym napięciu i przyspieszeniu w programowaniu dynamicznym.
Zajmowała się także kryptografią. Wraz z mężem Andrew Yao i Wangiem Xiaoyunem znalazła nowe ataki na funkcję skrótu SHA-1.
Ma Liczbę Erdősa równą 1. Współpracowała m.in. ze Stanisławem Ulamem.

## Najczęściej cytowane prace
Opracowano na podstawie materiału źródłowego:
- Yao F., Demers A., Shenker S. (1995) „A scheduling model for reduced CPU energy”. Proc. 36th Annual Symp. on Foundations of Computer Science, s. 374–382.
- Paterson M. S., Yao F. (1990) „Binary space partitions with applications to hidden-surface removal and solid modeling”. Discrete & Computational Geometry 5, s. 485–504.
- Greene  D., Yao F. (1986) „Finite-resolution computational geometry”. Proc. 27th Annual Symp. on Foundations of Computer Science, s. 143–152.
- Yao F. (1982) „Speed-up in dynamic programming”. SIAM J. on Algebraic and Discrete Methods 3, s. 532–540.